# Línea Universitaria de San Martín
La Línea Universitaria de San Martín, también conocida como micro universitario, es un servicio de transporte de autobuses que opera en San Martín, Buenos Aires, Argentina. El servicio es gratuito para todo público, sumándose el nuevo Tren Universitario de San Martín.

## Recorrido
- Rondin:

UNSAM Tornavía-CS. SOCIALES M. Asunta-Estación Miguelete-Parque Irigoyen-UNSAM 25 de mayo-Saavedra y Moreno-Mitre y Tucumán-Economía y Negocios-Ayacucho y Matheu-UNSAM Tornavía 
- Alargue del Rondin:

Al edificio de Ciencias Sociales,(solicitárselo al chofer, una vez finalizado el recorrido establecido).

## Horarios
- Lunes a viernes:TURNO MAÑANA(Salidas de 7:30 a 12:40)/TURNO TARDE(Salidas de 16.10 a 21.30)
- Sábados:TURNO MAÑANA(Salidas de 8.10 a 13.00)